# Antoine Kadouno
Pour les articles homonymes, voir Kadouno.
Antoine Kadouno est un député et homme politique guinéen.

## Biographie
Membre du Rassemblement du peuple guinéen de l'ancien président Alpha Condé,.
Il est le représentant de la circonscription de la région à Guéckédou en Guinée forestière à l'assemblée nationale et deuxième vice-président de la commission défense et sécurité de la 9eme législature de la Guinée.